# Halve kruissteek

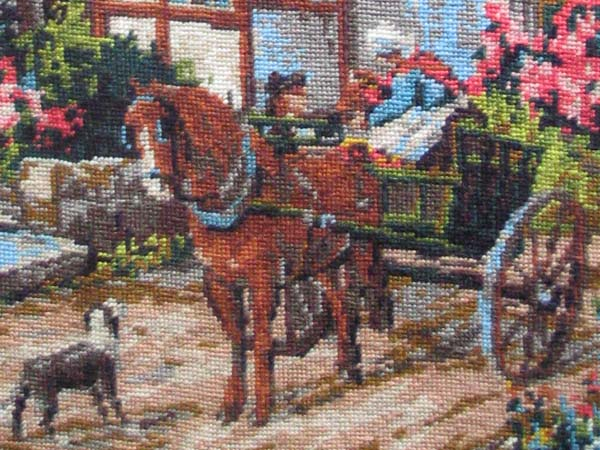
Gobelin met halve kruissteken

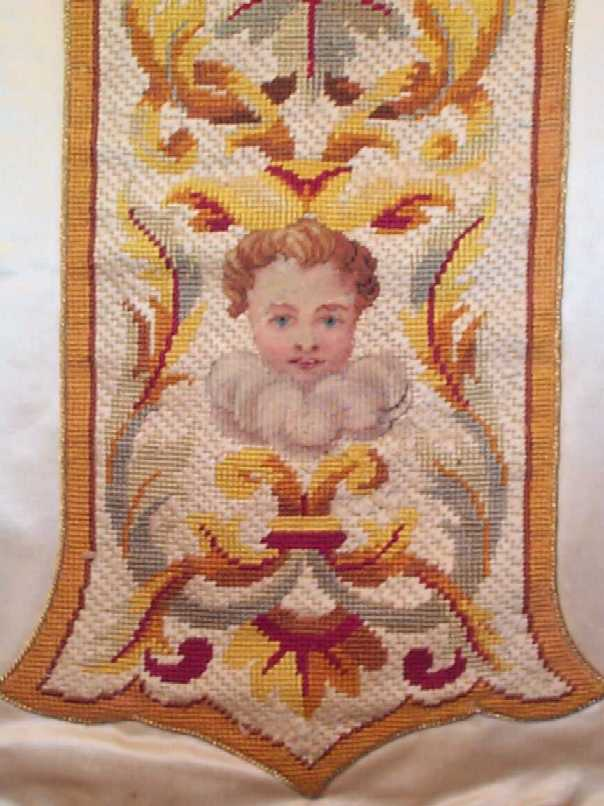
Detail van kazuifel

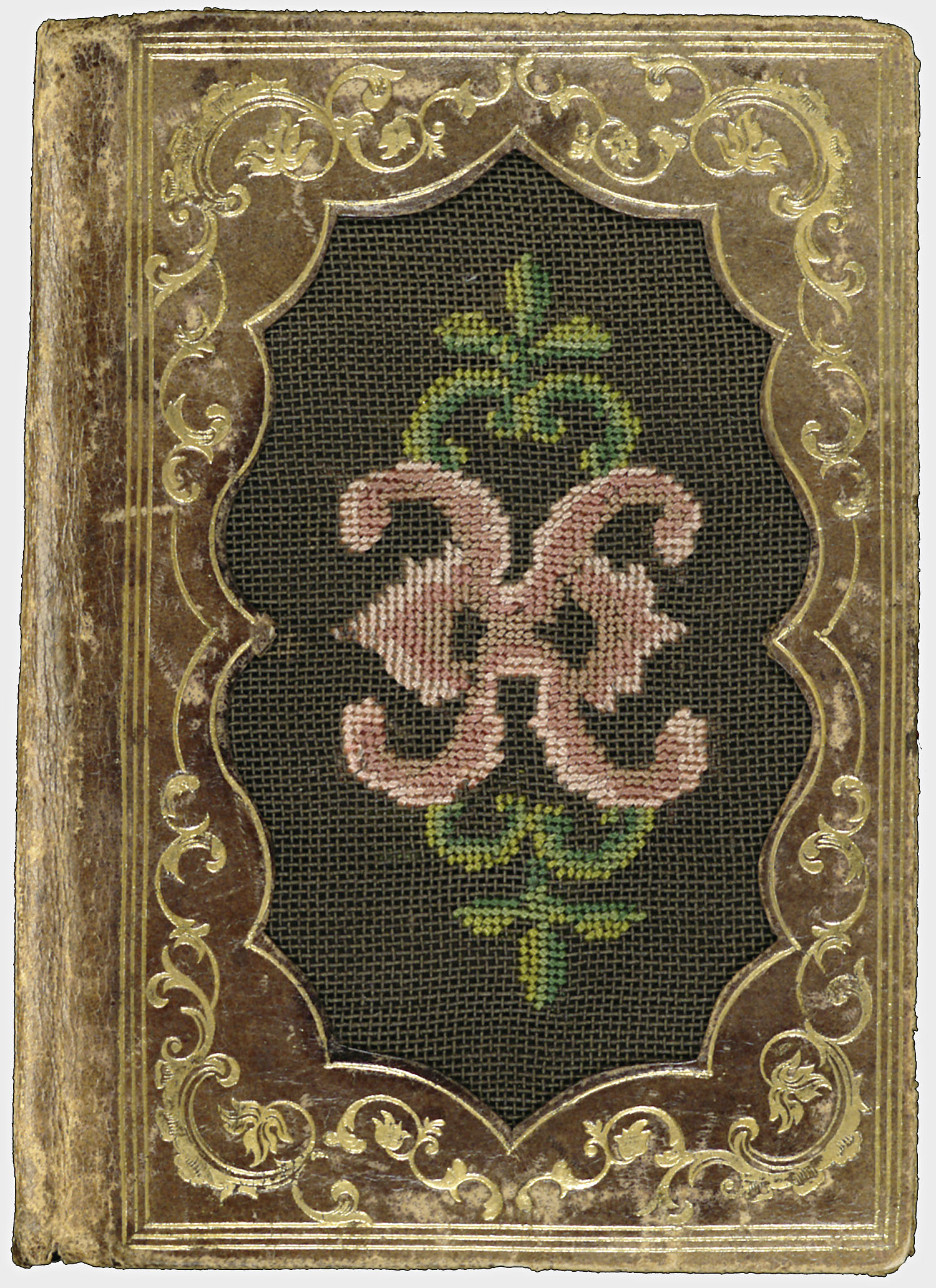
Boekband van bruin kalfsleer, met inlegwerk en halve kruissteek

Een halve kruissteek is een borduursteek, die veel gebruikt wordt om grote vlakken te vullen bij bijvoorbeeld gobelins. Doordat er veel steken op een vierkante centimeter staan, geeft het een heel gedetailleerd tafereel.
De halve kruissteek wordt over het algemeen geborduurd met een wollen garen op een grovere, dubbeldraadse  borduurstof, zoals stramien. Het stramien is vaak voorbedrukt, maar er kan ook vanaf een papieren patroon worden gewerkt.

## Werkwijze
Het is belangrijk dat alle halve kruissteken dezelfde kant op staan.
- Hecht de draad onzichtbaar vast, of maak een knoopje in het eind.
- Begin linksonder en steek de naald van achter door het werkstuk naar de voorkant.
- Steek de naald schuin naar rechtsboven en twee draden hoger weer naar de achterkant.
- Steek de naald twee draden lager weer naar de voorkant en maak de volgende halve kruissteek.

## Petit point
De petit point lijkt op een halve kruissteek, maar wordt gebruikt over één draad van de borduurstof.